# Perlodes dispar
Perlodes dispar is een steenvlieg uit de familie Perlodidae. De wetenschappelijke naam van de soort is voor het eerst geldig gepubliceerd in 1842 door Rambur.